# Старина (Речицкий район)
Старина (бел. Старына́) — деревня в Глыбовском сельсовете Речицкого района Гомельской области Белоруссии.

## География

### Расположение
В 25 км на север от районного центра и железнодорожной станции Речица (на линии Гомель — Калинковичи), 75 км от Гомеля.

## Транспортная сеть
Транспортные связи по просёлочной, затем автомобильной дороге Светлогорск — Речица. Планировка состоит из 2 коротких, почти параллельных между собой улиц широтной ориентации. Застройка редкая, деревянная, усадебного типа.

## История
По письменным источникам известна с XIX века как селение в Горвальской волости Речицкого уезда Минской губернии. В 1932 году организован колхоз. Во время Великой Отечественной войны в июле 1943 года оккупанты полностью сожгли деревню и убили 3 жителей. 24 жителя погибли на фронте. Согласно переписи 1959 года в составе совхоза «Подлесье» (центр — деревня Милоград).

## Население

### Численность
- 2004 год — 29 хозяйств, 57 жителей.

### Динамика
- 1897 год — 5 дворов, 33 жителя (согласно переписи).
- 1940 год — 26 дворов, 75 жителей.
- 1959 год — 120 жителей (согласно переписи).
- 2004 год — 29 хозяйств, 57 жителей.